# La Iberia (México)
La Iberia, publicación mexicana iniciada por el periodista y escritor Anselmo de la Portilla Rodríguez en marzo de 1867 que desapareció el 30 de junio de 1876. Es un periódico político y literario que asumió las posturas tradicionales de la Portilla, es decir, el moderantismo. Además tiene una preferencia por narrar los acontecimientos políticos, literarios, científicos, etc., que tenían lugar en España.